# Pásmo Aouzou

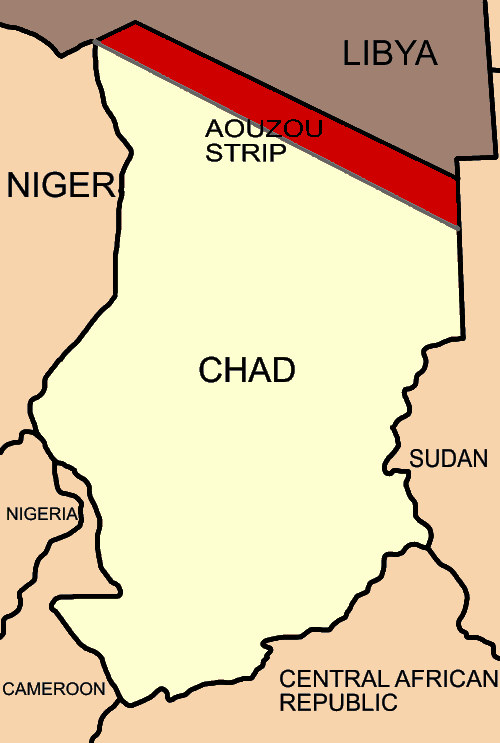
Pásmo Aouzou - Aouzou strip (červeně)

Pásmo Aouzou (také Pásmo Auzu) je území na severu Čadu, které leží podél hranice s Libyí. Jeho rozloha je asi 100 000 km² a šířka je kolem 100 km. Oblast Aouzou se dnes nachází v čadském regionu Bourkou Ennedi Tibesti. Tato oblast je bohatá především na uran a spor o toto území mezi sebou vedli Čad a Libye. Vlastnictví oblasti Aouzou mezi Čadem a Libyí bylo napadeno Libyí na začátku roku 1973.

## Historie
Požadavek na Aouzou byl už vznesen za libyjského krále Idrise I. v 50. letech 20. století. Snahy Idrise I byly ale zmařeny francouzskými vojsky.
V roce 1973 už Libye Aouzou obsadila, získala přístup k rudě a vyvíjela tlak na čadskou vládu. Libye argumentovala, že oblast byla obývaná původními obyvateli, kteří by z dnešního pohledu patřili k Libyi. Dále argumentovala neratifikovanou smlouvou mezi Francií a Itálií, kolonisty Čadu a Libye ze 30. let 20. století. Na stejnou smlouvu se odvolával už Idris I. Libye toto území anektovala v roce 1976. Libyjské mapy byly vytvářeny s Aouzou jako součást Libye, která zde postavila vojenské základny a lidem dala libyjské občanství.
Následujícím opětovným zahájením diplomatických vztahů mezi oběma zeměmi v roce 1988 oba státy veřejně oznámily svou ochotu, aby se tento spor vyřešil mírovými prostředky. 31. srpna 1989 podepsaly vlády obou států rámcovou dohodu o mírovém urovnání teritoriálních nepokojů. V září 1990, po několika kolech bezvýchodných rozhovorů, Čad a Libye svěřili tento spor do rukou Mezinárodního soudního dvora.
Hranice Čadu byly navrženy v roce 1955 mezi Francií a Libyí, která uváděla v platnost smlouvu mezi Velkou Británií a Francií o sférách vlivu, tedy o vedení hranic. Tato smlouva se stala také argumentem Mezinárodního soudního dvora, když oblast vrátil zpět Čadu.

## Vyřešení
V roce 1994 mezinárodní soudní dvůr vydal rozhodnutí, že Aouzou patří Čadu. V květnu téhož roku vlády obou zemí slíbily, že se budou řídit tímto rozhodnutím a poznamenaly, že to přineslo konečné rozhodnutí do tohoto sporu. Po dřívějších rozhovorech byla ještě v dubnu podepsána smlouva zřizující praktické způsoby pro realizaci rozhodnutí. Mezi další body dohody patří stažení libyjské administrativy a armádních sil z oblasti Aouzou, odstranění min, monitorování hranic, udržování dobrých sousedských vztahů, vymezení hraniční čáry a další spolupráce a hlášení o plnění dohody OSN.
Podle dohody bylo stahování Libye zahájeno 14. dubna 1994 pod dohledem společného týmu obou zemí. Konec byl naplánován na 30. května 1994. Pozorovatelé OSN měli být přítomni operaci a vytvořit podmínky pro hladký průběh stahování Libye.
V dubnu 1994 generální tajemník OSN doporučil Radě bezpečnosti rozmístění United Nations Aouzou Strip Observer Group (UNASOG) po dobu přibližně čtyřiceti dní od data přijetí tohoto návrhu Radou bezpečnosti OSN.
UNASOG byla vytvořena RB rezolucí 915 4. května 1994 s mandátem ke sledování stahování libyjské administrativy a vojsk z oblasti Aouzou a dohlédl, aby vše proběhlo podle dohody, kterou mezi sebou Čad a Libye podepsali. Dohoda byla vytvořena podle rozhodnutí, které vydal ohledně vlastnictví Aouzou Mezinárodní soudní dvůr.
Libyjský a čadský společný tým po konzultacích s UNASOG vytvořili plán oblastí, ze kterých bude stahování libyjských sil uskutečněno. Společný tým také souhlasil s přesným dodržováním stahování a vyklizení libyjských sil.
Tyto operace byly uskutečněny podle vzniklého plánu. Vždy když bylo dokončeno určité stažení, muselo být potvrzeno libyjským nebo čadským týmem. A na to ještě bděl UNASOG. 30. května vlády Čadu a Libye podepsaly "Joint Declaration". Podle této deklarace bylo stažení Libye uskutečněno s plnou spokojeností na obou stranách a monitorováním UNASOG. Šéf vojenských představitelů podepsal deklaraci jako svědek.
Generální tajemník 6. června oznámil Radě bezpečnosti, že UNASOG úspěšně dokončil svůj úkol a mise proto může být považována jako splněná. Z pohledu generálního tajemníka ukazuje úspěch UNASOG mandátu úspěšnou roli, kterou OSN může hrát v mírových řešeních krizí. Poděkoval oběma vládám za spolupráci, za ducha přátelství, které ukázaly sobě navzájem během operace stahování. Rezolucí 926 z června 1994 RB OSN pochválila práci členů UNASOG a pochválila a ocenila spolupráci vlád Čadu a Libye.

## Termíny stahování Libye z Aouzou
- Oumou area – 21-26. duben 1994,
- Passe de Korizo – 20-25. květen 1994,
- Gate Oumshi site – 28. duben-1. květen 1994,
- Ras El Mia site – 22-28. květen 1994,
- Cazandou site – 24-29. květen 1994,
- Aouzou Village site – 30. květen 1994,